# Saint-Hilaire-Luc
Saint-Hilaire-Luc é uma comuna francesa na região administrativa da Nova Aquitânia, no departamento de Corrèze. Estende-se por uma área de 10,84 km². Em 2010 a comuna tinha 68 habitantes (densidade: 6,3 hab./km²).